# Kaijiangosaurus
Kaijiangosaurus lini
Genre
Espèce
Kaijiangosaurus (signifiant « lézard de Kiijiang ») est un genre hypothétique de dinosaures théropodes du Jurassique moyen retrouvé en Chine. Sa taille est estimée à 5 mètres.
L'espèce type et seule espèce, Kaijiangosaurus lini, a été nommée par He en 1984. Le nom générique fait référence à la rivière (Jiang) Kai. Le nom spécifique a été donné en l'honneur du paléontologue Lin Wenqiu.
L'holotype, CCG 20020, a été retrouvé dans une strate, datée du Bathonien-Callovien, de la formation géologique du Xiashaximiao, au Sichuan.

## Classification
En raison de la nature fragmentaire des restes, il est difficile de situer Kaijiangosaurus. D'abord classé chez les Megalosauridae, le genre est ensuite considéré comme un Tetanurae primitif, voire un Averostra. Il a également été considéré comme un possible carnosaure primitif.
Certains doutes ont été soulevés quant à la validité de Kaijiangosaurus. On l'a cru identique à Gasosaurus (Dong & Tang, 1985), retrouvé dans la même strate. On a également considéré que le genre est un synonyme de Xuanhanosaurus (Dong, 1984).